# Kanagawa Koji
Koji Kanagawa (sinh ngày 4 tháng 7 năm 1977) là một cầu thủ bóng đá người Nhật Bản.

## Sự nghiệp câu lạc bộ
Koji Kanagawa đã từng chơi cho Omiya Ardija.